# Овсяниково (Макарьевский район)
Овсяниково — деревня в Макарьевском районе Костромской области. Входит в состав Нежитинского сельского поселения.

## География
Находится в юго-восточной части Костромской области на расстоянии приблизительно 48 км на юго-запад по прямой от районного центра города Макарьев на правобережье Унжи.

## История
В 1872 году здесь было учтено 22 двора года, в 1907 году отмечено было 34 двора. В годы коллективизации здесь был организован колхоз «Герой».

## Население
Постоянное население составлял 151 человек (1872 год), 145 (1897), 183 (1907), 15 в 2002 году (русские 100 %), 9 в 2022.